# Vincenzo Nibali

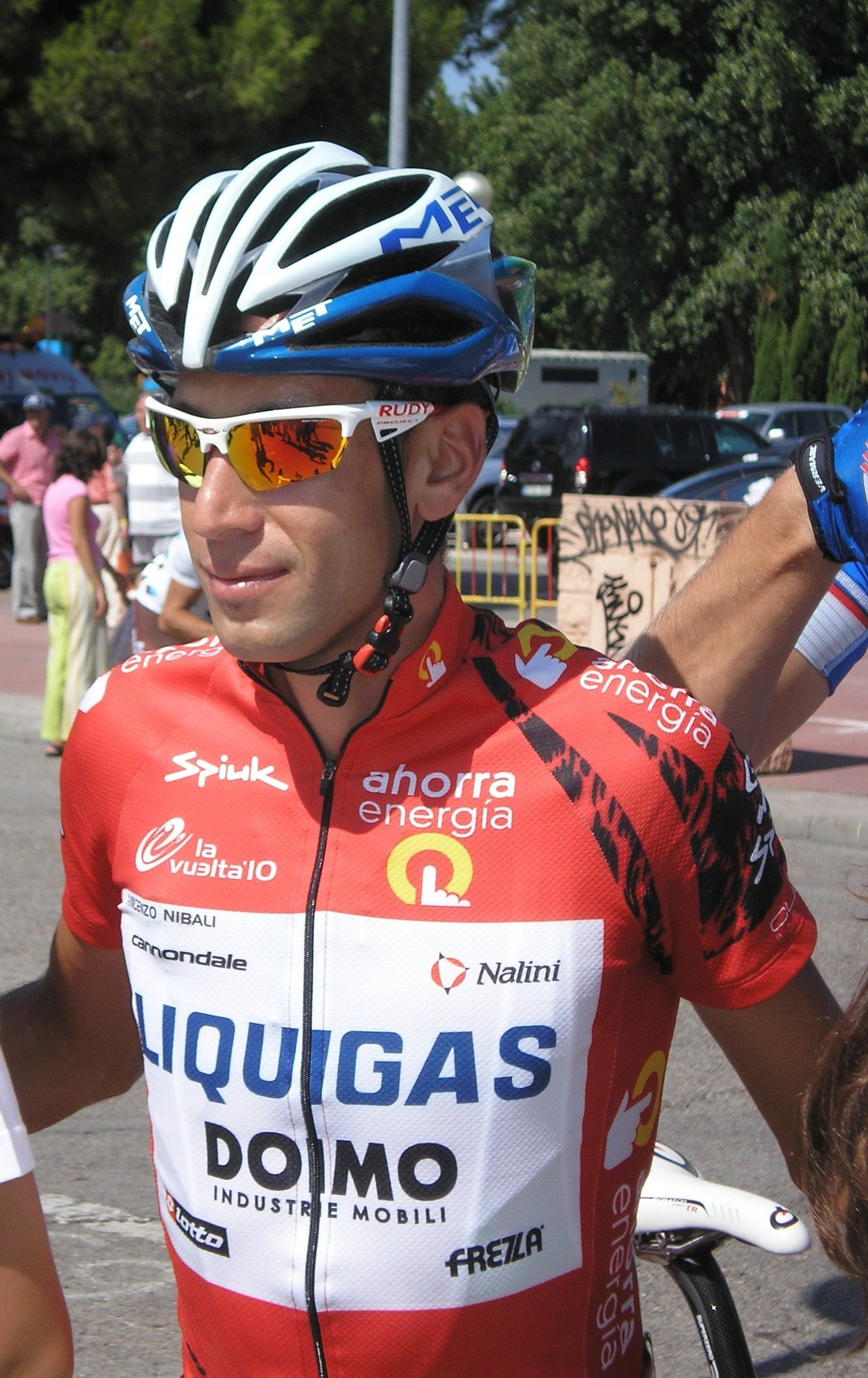
Vincenzo Nibali i den röda ledartröjan under 2010 års Vuelta a España.

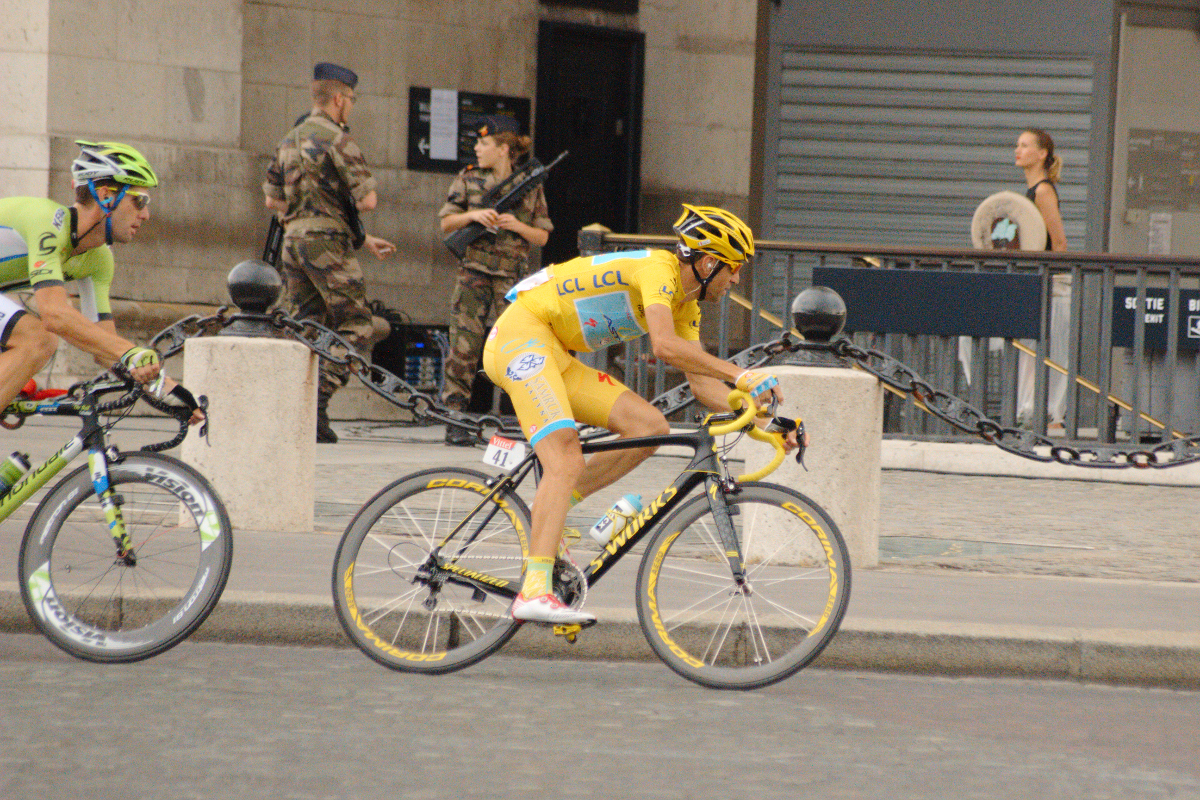
Nibali iförd den gula ledartröjan under Tour de France 2014.

Vincenzo Nibali, född 14 november 1984 i Messina, är en italiensk professionell tävlingscyklist, som sedan 2020 års säsong tävlar för UCI World Tour-stallet Trek-Segafredo.

## Karriär

### 2002–2006
Vincenzo Nibali slutade trea i juniorvärldsmästerskapens tempolopp 2002 efter ryssen Michail Ignatjev och australiern Mark Jamieson. Två år senare tog han bronsmedaljen i världsmästerskapen, då som U23-cyklist, efter Janez Brajkovič och Thomas Dekker. Hans första proffsseger var Grand Prix Ouest-France i Plouay 2006, då var han bara 22 år.

### 2007
Nibali vann etapp 3 och 4 av Slovenien runt säsongen 2007. Under säsongen vann han också Trofeo Città di Borgomanero tillsammans med Roman Kreuziger.

### 2008
2008 vann Nibali den tredje etappen av Giro del Trentino. Italienaren bar den vita ungdomströjan i Tour de France 2008 under fyra etapper innan han tappade den till luxemburgaren Andy Schleck.

### 2009
I februari 2009 slutade Nibali trea på första etappen av Tour of California bakom Francisco Mancebo och Jurgen van de Walle. I juni vann han Giro dell'Appennino framför Leonardo Bertagnolli och Marco Marzano. Nibali slutade trea på etapp 15 av Tour de France 2009 bakom Alberto Contador och Andy Schleck. Han slutade Tour de France på sjunde plats under året. I augusti vann han Gran Premio Città di Camaiore.

### 2010
Nibali vann etapp 4, ett tempolopp, av Tour de San Luis 2010. På etapp 6 av tävlingen slutade han på tredje plats. Resultaten under det argentinska etapploppet ledde till att han vann tävlingen framför José Rodolfo Serpa och Rafael Valls Ferri. Nibali hjälpte Team Liquigas att vinna lagtempoloppet på Giro d'Italia 2010. Italienaren vann också etapp 14 av det italienska etapploppet. På etapp 19 slutade Nibali på tredje plats bakom Michele Scarponi och Ivan Basso. Nibali slutade på tredje plats i Giro d'Italias slutställning bakom Basso och David Arroyo. På poängtävlingen slutade han också på tredje plats, då bakom Cadel Evans och Aleksandr Vinokurov.
2010 tog Nibali sin största seger i karriären då han vann Vuelta a España som gick av stapeln från 28 augusti till 19 september med start i Sevilla och med traditionell målgång i huvudstaden Madrid. Trots att Nibali inte vann någon enskild etapp under loppet segrade han i sammandraget med 41 sekunder till godo på spanjoren Ezequiel Mosquera.

### 2011
2011 slutade Nibali tvåa i Giro d'Italia, 46 sekunder efter retroaktive segraren Michele Scarponi. Han tilldelades även segern på den 16:e etappen, ett tempolopp, efter det att Alberto Contador strukits från resultatlistan på grund av dopning.

### 2012
Inledde säsongen med totalseger i Tirreno-Adriatico.
2012 cyklade Nibali in på en tredje plats i sammandraget i Tour de France bakom britterna Bradley Wiggins och Chris Froome.

### 2013
2013 inledde Nibali säsongen med att för andra året i rad vinna totalt i Tirreno-Adriatico. Han vann sedan Giro del Trentino, innan han tog hem sin andra Grand tour i karriären när han vann hemmaloppet Giro d'Italia för första gången. Under tävlingens gång var han även först på två etapper. På hösten slutade han tvåa i Vuelta a España, slagen av amerikanen Chris Horner.

### 2014
2014 vann Nibali nationsmästerskapets linjelopp för första gången i sin karriär. Han var på förhand en av de största favoriterna till att vinna treveckorsloppet Tour de France 2014. Loppet startade bra för italienaren, som vann den andra etappen. Han tog därmed över ledningen som han behöll ända till etapp 9, när han tappade den till fransosen Tony Gallopin. Nibali vann dock etapp 10, vilket gjorde att han tog över den gula ledartröjan igen, innan han dominerade under etapp 13 när han vann etappen upp till Chamrousse. Italienaren vann även etapp 18, som var loppets sista bergetapp och hade målgång på Hautacam. Han slutade fyra på etapp 20, som var loppets enda tempoetapp, vilket gjorde att han hade en ledning på nästan åtta minuter inför den avslutande etappen. Nibali gjorde inga misstag och kunde därmed säkra sin första seger i Tour de France.

### 2015
Nibali vann i juni de italienska mästerskapens linjelopp för andra året i följd. I juli vann han den nittonde etappen i Tour de France, och slutade på fjärde plats totalt.
I oktober vann Nibali klassikern Lombardiet runt.

## Meriter
2005 – Fassa Bortolo
2:a, etapp 6, Schweiz runt
2006 – Team Liquigas
1:a, Grand Prix Ouest-France
2:a, Settimana Ciclistica Internazionale "Coppi e Bartali"
1:a, etapp 1
3:a, Eneco Tour of Benelux
2:a, etapp 4 (tempolopp)
2:a, Ungdomstävlingen
2007
1:a, Giro di Toscana
1:a GP Industria e Artigianato di Larciano
1:a Trofeo Città di Borgomanero (med Roman Kreuziger)
2:a Slovenien runt
1:a, etapp 3 och 4
2008
1:a,  Giro del Trentino
1:a, etapp 3
2009
1:a, Giro dell'Appennino
1:a, Gran Premio Città di Camaiore
3:a, etapp 1, Tour of California
3:a, etapp 15, Tour de France
2010
1:a, etapp 4, Tour de San Luis
3:a, Giro d'Italia
1:a, etapp 4 (lagtempo)
1:a, etapp 14
3:a, etapp 6, Tour de San Luis
1:a,  Vuelta a España
1:a,  Kombinationstävlingen
2011
2:a, Giro d'Italia
1:a, etapp 16
2012
1:a,  Tirreno–Adriatico
1:a, etapp 5
1:a, Giro di Padania
1:a, etapp 4
2:a, Liège–Bastogne–Liège
3:a, Milano-Sanremo
3:a, Tour de France
2013 – Astana Pro Team
1:a,  Giro d'Italia
1:a, etapp 18 och 20
1:a,  Tirreno–Adriatico
1:a,  Giro del Trentino
2:a, Vuelta a España
1:a, etapp 1 (lagtempo)
2014
1:a,  Tour de France
1:a, etapp 2, 10, 13 och 18
1:a,  Nationsmästerskapens linjelopp
2015
4:a, Tour de France
1:a, etapp 19
1:a, Lombardiet runt
1:a,  Nationsmästerskapens linjelopp
2016
1:a,  Giro d'Italia
1:a, Tour of Oman
2017
1:a, Kroatien runt
2:a, Vuelta a España
3:a, Giro d'Italia
2018
1:a, Milano-Sanremo

### Resultat i Grand Tours
| Grand Tour      | 2006 | 2007 | 2008 | 2009 | 2010 | 2011 | 2012 | 2013 | 2014 | 2015 | 2016 | 2017 | 2018 |
| --------------- | ---- | ---- | ---- | ---- | ---- | ---- | ---- | ---- | ---- | ---- | ---- | ---- | ---- |
| Giro d'Italia   | -    | 19   | 11   | -    | 3    | 2    | -    | 1    | -    | -    | 1    | 3    |      |
| Tour de France  | -    | -    | 20   | 6    | -    | -    | 3    | -    | 1    | 4    | -    | -    |      |
| Vuelta a España | -    | -    | -    | -    | 1    | 7    | -    | 2    | -    | DSQ  | -    | 2    |      |

## Stall
- Fassa Bortolo 2005
- Team Liquigas 2006–2012
- Astana Pro Team 2013–2016
- Bahrain–Merida 2017-